# Hf-eksamen
 For alternative betydninger, se HF. (Se også artikler, som begynder med HF)
Hf-eksamen, tidligere højere forberedelseseksamen (forkortet hf, også stavet HF) er en studieforberedende ungdomsuddannelse. HF-eksamen er en toårig dansk gymnasial uddannelse, der (ligesom stx, hhx og htx) giver adgang til videregående uddannelser i Danmark.
Som led i en reform af ungdomsuddannelserne i Danmark i februar 2025 besluttede et folketingsflertal at afskaffe hf og i stedet indføre en anden toårig gymnasial uddannelse i form af epx, som ifølge intentionen med reformen skal tiltrække en større målgruppe. Ændringen er dog først planlagt at træde i kraft fra august 2030.

## Opbygning af hf
Hf kan tilrettelægges som fuldtidsuddannelse over 2 år eller som enkeltfag. En hel hf består af en række obligatoriske fag og faggrupper og nogle valgfag. Ved afslutningen af det første år skal eleverne vælge en fagpakke, som målretter uddannelsen mod et særligt område af de videregående uddannelser. Fagpakker uden en overbygning er målrettet erhvervsakademi- og professionsbachelor-uddannelser, eksempelvis indenfor sundhed, undervisning/pædagogik, it, teknik, erhvervsøkonomi eller finansøkonomi. Fagpakker med en overbygning (udvidede fagpakker) giver adgang til at læse på en universitetsuddannelse. En udvidet fagpakke medfører 250 timers ekstra undervisning i forhold til de almindelige fagpakker.
Der findes særlige 3-årige og SU-berettigede forløb som for eksempel søfart.
En reform af hf trådte i kraft i 2005 og tilførte uddannelsen to nye faggrupper kaldet dels Kultur- og samfundsfag, dels Naturfag. Førstnævnte er et særligt hf-fag, der er en sammenslutning af fagene Historie (B-niveau), Religion (C-niveau), og Samfundsfag (C-niveau), hvor forskellige temaer tages under behandling af de forskellige fag. Faget afsluttes med en tværfaglig synopsiseksamen. Naturfaggruppen er på samme måde en sammenslutning af Biologi (C-niveau), Geografi (C-niveau) og Kemi (C-niveau), som har til formål at give de studerende en almen naturvidenskabelig basisviden.

## Historie
Den toårige uddannelse til hf-eksamen blev indført i 1967 under navnet "højere forberedelseksamen", primært for at skaffe kvalificerede ansøgere til læreruddannelsen. I starten var den især beregnet til at være et uddannelsestilbud for voksne, men er senere skiftet til at blive betragtet som en ungdomsuddannelse på linje med de tre andre gymnasiale uddannelser stx, hhx og htx.
I 1970 blev muligheden for at tage hf som enkeltfag indført som et tilbud til personer, der ikke nødvendigvis vil tage en samlet uddannelse.
I 2016 blev lovgivningen om hf samlet med reglerne for de øvrige tre gymnasiale uddannelser (stx, hhx og htx) i en ny samlet "Lov om de gymnasiale uddannelser". Samtidig skiftede uddannelsen navn fra "højere forberedelseseksamen" til "hf-eksamen" og med bibeholdelse af forkortelsen hf.